# Ligne Ise
La ligne Ise (伊勢線, Ise-sen) est une ligne ferroviaire exploitée par la compagnie privée Ise Railway dans la préfecture de Mie au Japon. Elle relie la gare de Kawarada à Yokkaichi à la gare de Tsu à Tsu.

## Histoire
La ligne est ouverte la 1er septembre 1973 par la Japanese National Railways. Elle est transférée à Ise Railway le 27 mars 1987.

## Caractéristiques

### Ligne
- Longueur : 22,3 km
- Ecartement : 1 067 mm
- Nombre de voies : Double voie

### Services et interconnexions
La ligne est parcourue par des trains omnibus qui continuent à Kawarada sur la ligne principale Kansai jusqu'à Yokkaichi. La ligne sert également de liaison entre les lignes Kansai et Kisei pour les trains express Nanki et Mie de la JR Central.

### Liste des gares
La ligne comporte 10 gares.
| Numéro | Gare               | Nom japonais       | Distance (km) | Correspondances                                       | Localisation |
| ------ | ------------------ | ------------------ | ------------- | ----------------------------------------------------- | ------------ |
| 3      | Kawarada           | 河原田             | 0             | JR Central : Kansai (interconnexion)                  | Yokkaichi    |
| 4      | Suzuka             | 鈴鹿               | 3,8           |                                                       | Suzuka       |
| 5      | Tamagaki           | 玉垣               | 7,0           |                                                       | Suzuka       |
| 6      | Suzuka Circuit Inō | 鈴鹿サーキット稲生 | 9,1           |                                                       | Suzuka       |
| 7      | Tokuda (ja)        | 徳田               | 11,1          |                                                       | Suzuka       |
| 8      | Nakaseko           | 中瀬古             | 12,7          |                                                       | Suzuka       |
| 9      | Ise-Ueno           | 伊勢上野           | 14,0          |                                                       | Tsu          |
| 10     | Kawage             | 河芸               | 16,4          |                                                       | Tsu          |
| 11     | Higashi-Ishinden   | 東一身田           | 19,4          |                                                       | Tsu          |
| 12     | Tsu                | 津                 | 22,3          | JR Central : Kisei (interconnexion) Kintetsu : Nagoya | Tsu          |